# Doğanköy, Pervari
Doğanköy là một xã thuộc huyện Pervari, tỉnh Siirt, Thổ Nhĩ Kỳ. Dân số thời điểm năm 2008 là 2.139 người.